# A que no me dejas
A que no me dejas é uma telenovela mexicana produzida por Carlos Moreno Laguillo para a Televisa e exibida pelo Las Estrellas entre 27 de julho de 2015 e 7 de fevereiro de 2016 substituindo Que te perdone Dios e sendo substituída por Corazón que miente.
É um remake das telenovelas Amor en silencio e Háblame de amor produzida em 1988 e 1999, respectivamente.
A trama é dividida em duas temporadas: a primeira foi protagonizada por Camila Sodi e Osvaldo Benavides e antagonizada por Arturo Peniche, Alejandra Barros, Laura Carmine, Eva Cedeño e Salvador Zerboni, e com as atuações estelares de Leticia Calderón, Alfredo Adame, Cecilia Gabriela e Alfonso Dosal.
Já a segunda fase traz: protagonizada por Camila Sodi e Ignacio Casano e antagonizada por Alejandra Barros, Laura Carmine, Brandon Peniche, Martha Julia, Salvador Zerboni, David Ostrosky e Maya Mishalska e com atuações estrelares de Arturo Peniche, César Évora, Erika Buenfil e Cecilia Gabriela.

## Sinopse

### 1ª Temporada
A história começa com Paulina (Camila Sodi) e Adrián (Osvaldo Benavides) declarando amor um ao outro e dispostos a enfrentar suas famílias, com o objetivo de ser felizes. Paulina é filha de Gonzalo Murat (Arturo Peniche), um rico empresário hoteleiro que não aceita seu namoro, por considerar que Adrián não está à altura social que eles têm. Mas Paulina está realmente apaixonada e isto não lhe importa.
Por outro lado, Julieta (Alejandra Barros), a irmã de Adrián, está obcecada com ele e, sob seu ponto de vista, nenhuma mulher é suficiente, mas sobretudo, sente um ódio especial por Paulina. Quando Adrián pede a mão de sua amada, Julieta o interrompe para dizer que jamais permitirá que se case com a filha do assassino de seu pai. Nesse momento, todos acham que Julieta está louca, já que o pai de Adrián morreu de infarto. Mas, ela assegura que o infarto foi por causa da pressão que seu pai sentiu quando Gonzalo o fez perder perder toda a sua fortuna.
Isso faz com que a relação entre Paulina e Adrián fique em risco assim como seu futuro casamento. Na verdade, Julieta tem razão: Gonzalo no passado defraudou seu pai, mas jamais reconhecerá já que hoje tem o prestigio e a imagem de um homem íntegro que ao ver sua credibilidade ameaçada, faz até o impossível para separar o casal. Paulina se casa com Camilo Fonseca (Alfonso Dosal), filho de seus padrinhos Alfonso (Alfredo Adame) e Raquel (Cecilia Gabriela) e adotam o pequeno Maurício para viver com eles, mas Paulina está grávida de Adrian, que já está comprometido com Triana, que também espera um filho dele. Com raiva, a invejosa irmã de Paulina, Nuria (Laura Carmine) sabota as rodas do carro, a fim de acabar com a vida de sua irmã, mas quem embarca no carro é Camilo, que sofre um grave acidente e morre. Agora viúva, Paulina dá a luz a Valentina, e depois de alguns anos, Paulina se reencontra com Adrián, e apresenta sua filha a ele. Eles se dão conta que já não podem mais viver separados. Adrián rompe o compromisso com Triana, para se casar com Paulina. Todos estão muito felizes no dia do casamento de Paulina e Adrián, mas não contavam com a aparição de Julieta, a irmã louca de Adrián. A obsessão de Julieta passa dos limites e no dia do casamento, ela atira em Paulina e Adrián. Nuria aproveita para atirar em Alfonso, e no meio da confusão, Inés (Letícia Calderón) também é atingida. Paulina e Adrián trocam juras de amor e morrem juntos no hospital. Inés, mãe de Paulina, também morre no hospital. Alfonso sobrevive, mas em estado de coma. Com medo que o padrinho acorde e diga a verdade sobre ela, Nuria mata Alfonso, deixando Raquel inconsolável. Julieta é presa, e agora órfã, a pequena Valentina, fica sob os cuidados do avô, Gonzalo, que leva a menina para um internato, separando - a de seu praticamente irmão Maurício e de sua família e por esta razão a menina passa a odiar o avô. Nuria sofreu um acidente durante a gravidez e agora teme que a criança possa nascer com alguma deformidade, e por isso ao dar à luz, Nuria pede à empregada Micaela (Socorro Bonilla) que se livre da criança, em contrapartida, Chelo (Gabriela Zamora) acaba de dar à luz o neto de Micaela, mas o bebê nasce fraco e morre, e para que o filho e a sogra não sofram, Micaela coloca o filho de Nuria, que a mesma rejeitou, como sendo seu neto, Tobias. Durante o tempo que se passa, Valentina passa a se comunicar com Maurício através de cartas ou pela internet, através de sinais (já que Maurício é mudo).  

### 2ª Temporada
Se passaram 17 anos. Mauricio (Ignacio Casano) e Valentina (Camila Sodi) cresceram separados todo esse tempo, mas se comunicando continuamente. Valentina vive em Los Angeles, junto com Fernanda (Ela Valden), sua amiga inseparável, enquanto Mauricio mora com seus avós, Gonzalo (Arturo Peniche) e Raquel (Cecilia Gabriela).
Mauricio está há tempos apaixonado por Valentina, pronto para fazer o possível para protegê-la e cuidá-la, e seu sentimento é tão forte que, mantendo um amor em silêncio, o declara através de poesias e pensamentos que escreve na solidão de seu quarto.
Mas a maldade ainda cerca este amor, encarnada na pele de Nuria (Laura Carmine) que, ressentida e frustrada, fará tudo o que for preciso para ficar com a fortuna de Gonzalo, que ganha um rival à altura: Leonel Madrigal (Salvador Zerboni), que volta querendo vingança. E Julieta (Alejandra Barros) está decidida a repetir a mesma história e acabar com Mauricio e Valentina, assim como fez com Paulina e Adrián num remoto passado.

## Elenco
- Camila Sodi - Paulina Murat Urrutia  † / Valentina Olmedo Murat
- Osvaldo Benavides[5] - Adrián Olmedo Rodríguez †
- Leticia Calderón - Inés Urrutia de Murat † [6]
- Arturo Peniche - Gonzalo Murat Cervantes [6]
- Alfredo Adame -  Alfonso Fonseca Cortes † [7]
- Cecilia Gabriela[8] - Raquel Herrera Vda. de Fonseca †
- Alejandra Barros - Julieta Olmedo Rodríguez de Córdova †
- Erika Buenfil - Angélica Medina de Ricardi
- César Évora - Osvaldo Teran
- Laura Carmine - Nuria Murat Urrutia[9]
- Lisset - Mónica Greepe Villar[10]
- Alfonso Dosal - Camilo Fonseca Herrera † [11]
- Socorro Bonilla - Micaela "Mica" López
- Moisés Arizmendi - Jaime Córdova
- Brandon Peniche - René Murat Greepe / Eugenio Sandoval
- Ela Velden - Fernanda Ricardi Medina
- Juan Pablo Gil - Alan Murat Greepe
- Adriano Zendejas - Tobías López Pérez / Tobias Madrigal Murat
- Odiseo Bichir - Edgar Almonte Ezquerro †
- Salvador Zerboni - Leonel Madrigal
- Luis Fernando Peña - Humberto "Beto" López
- Gabriela Zamora - Consuelo "Chelo" Pérez de López
- Florencia de Saracho - Karen Rangel
- Martha Julia - Ileana Olvera
- Jade Fraser - Carolina Olvera
- David Ostrosky - Clemente Ricardi †
- Maya Mishalska - Maite Velasco †
- Ignacio Casano - Mauricio Almonte / Mauricio Fonseca Murat
- Ernesto D'Alessio - Darío Olea Cordova
- Lenny de la rosa - Alexis Zavala
- Adanely Nuñez - Gisela Santos de Cordova
- Jorge Gallegos - Félix
- Natalia Ortega - Adriana Olmedo
- Jaime de Lara - Fabrizio Córdova Santos
- Maricruz Nájera - Silvia Larios †
- Daniela Cordero - Almudena Zavala
- Maribé Lancioni - Elisa Villar Vda. de Greepe †
- Diego Escalona - Mauricio Almonte / Mauricio Fonseca Murat (criança)
- Fede Porras - René Murat Greepe
- Santiago Emiliano - Alan Murat Greepe
- Adrián Escalona - Mauricio Fonseca Murat (criança)
- Paloma Real - Valentina Olmedo Murat (criança)
- Romina Martínez - Fernanda Medina (criança)
- Eva Cedeño - Odette Olea Cordova
- Abril Onyl - Olga
- Jonathan Kuri - Flavio Maccari
- Juan Colucho - Gastón
- Sergio Zaldívar - Julio
- Estrella Martín - Triana †
- Sara Nieto - Remedios
- Sergio Jurado - Licenciado
- Marcus Ornellas - Ariel
- Fernando Orozco - Joel
- Amparo Garrido - Tía
- Ricardo Barona - Joaquín Olmedo †
- Germán Gutiérrez - Arturo

## Exibição
Foi exibida pelo canal TLN Network entre 29 de julho de 2024 a 8 de fevereiro de 2025 substituindo Sigo Te Amando e sendo substituída por Vencer o Medo.

## Produção
- Teve título provisório de "El lenguaje del amor". [12]

- A trama é dividida em 2 etapas: a primeira vai desde a estréia em 27 de julho de 2015 até o dia 2 de novembro de 2015, e contou com 71 capítulos.[13] A partir do dia 3 de novembro de 2015 deu início à segunda etapa, onde a história deu um salto de quase 20 anos, onde se encerra em 7 de fevereiro de 2016 com 70 capítulos. [14]

- No fim da primeira etapa ocorre a morte dos protagonistas. Essa morte também ocorreu na primeira versão, onde eles eram baleados e morriam antes de chegar ao hospital. Já nessa segunda versão, os protagonistas são baleados, mas conseguem jurar amor eterno antes de morrer.[15]

## Audiência
A trama estreou com 12.8 pontos, péssimo para o horário, porém os números começaram a subir. Seu último capitulo da 1ª temperada teve 17.4 pontos. A 1ª temporada teve média geral de 15.1 pontos. 
No primeiro capítulo da 2ª temporada, estreou em alta com 20.1 pontos. Ao contrário de sua primeira temporada, seus números foram caindo, mas mesmo assim terminou com uma audiência superior a sua primeira temporadas, 17.4 pontos. 

## Prêmios e Indicações

### Premios TVyNovelas 2016[17]
| Categoria                    | Pessoa                                        | Resultado |
| ---------------------------- | --------------------------------------------- | --------- |
| Melhor telenovela            | Carlos Moreno Laguillo                        | Indicado  |
| Melhor ator protagonista     | Osvaldo Benavides                             | Indicado  |
| Melhor atriz antagonista     | Laura Carmine                                 | Venceu    |
| Melhor ator juvenil          | Alfonso Dosal                                 | Indicado  |
| Melhor primeira atriz        | Leticia Calderón                              | Venceu    |
| Melhor primeiro ator         | Arturo Peniche                                | Venceu    |
| Melhor atriz co-estrelar     | Cecilia Gabriela                              | Indicado  |
| Melhor ator revelação        | Ignacio Casano                                | Indicado  |
| Melhor direção de cena       | Lili Garza e Fernando Nesme                   | Venceu    |
| Melhor tema musical          | A que no me dejas - Alejandro Sanz            | Venceu    |
| Melhor reparto               | Carlos Moreno Laguillo                        | Indicado  |
| Melhor história ou adaptação | Martha Carrillo e Cristina García             | Venceu    |
| Melhor direção de cameras    | Alejandro Frutos Maza e Jorge Amaya Rodríguez | Venceu    |